# سووفلوران
سووفلوران (به انگلیسی: Sevoflurane) یک ماده بیهوشی خوش‌بو و غیرقابل اشتعال است. از این دارو جهت بیهوشی استنشاقی برای القا و نگهداری بیهوشی عمومی استفاده می‌شود. این دارو پس از دس‌فلوران سریعترین داروی بیهوشی استنشاقی می‌باشد.

## تاریخچه
سووفلوران توسط(به انگلیسی: Ross Terrell) کشف شد. در سال ۱۹۷۵ یک گزارش دقیق و مفصل از خواص و توسعه توسط(به انگلیسی: Richard Wallin) و (به انگلیسی: Bernard Regan) و (به انگلیسی: Martha Napoli و Ivan Stern) منتشر شد. این دارو در سال ۱۹۹۰ به صورت کلینیکی در ژاپن معرفی و استفاده شد.

## استفاده پزشکی
سووفلوران متداول‌ترین داروی بیهوشی استنشاقی در اعمال سرپایی، بیهوشی اطفال و بیهوشی نوزادان و دامپزشکی است. در بیهوشی مدرن سووفلوران همراه با دسفلوران جایگزین ایزوفلوران و هالوتان شده‌اند. این دارو معمولاً در ترکیب با اکسید نیتروژن و اکسیژن تجویز می‌شود.
سووفلوران برای بیهوشی کودکان جهت عمل جراحی استفاده می‌شود. در طول فرایند بیدار شدن پس از استفاده از این دارو بی قراری و هذیان مشاهده شده‌است

## عوارض جانبی
سووفلوران بهترین گزارش ایمنی بیمار را ثبت نکرده‌است و بسیار کشنده می باشد . این دارو بهترین ماده بیهوشی استنشاقی توصیه شده برای القای بیهوشی با ماسک می‌باشد زیرا کمترین تحریک مخاط تنفسی را ایجاد می‌کند.

سووفلوران فشار داخل جمجمه ای را افزایش و می‌تواند باعث وقفه تنفسی شود.

## داروشناسی
مکانسیم اصلی بیهوشی این دارو مشخص نیست. سووفلوران میل زیادی به گیرندهٔ GABAA دارد و همچنین مهارگر گیرنده NMDA است، جریان‌های وابسته به گلیسین را تقویت و چند گیرنده خاص نیکوتینی (nACh) و سروتونینی (5-HT3 ) را مهار می‌کند.